# Migration forcée
La migration forcée, ou le déplacement forcé de population, est la migration de personnes contraintes de quitter leur région d'origine. Le Haut Commissariat des Nations unies pour les réfugiés décrit le déplacement forcé comme une population qui « a été forcée, en raison des guerres, des conflits et de la persécution, de fuir son foyer en quête de sécurité quelque part dans son pays ou dans un autre pays ». En 2019, les migrations et déplacements forcés de population frappent 79,5 millions de personnes.
Une personne déplacée de force peut être appelée « migrant forcé », « personne déplacée » ou, dans le cas où il s'agit de migrations dans un même pays, les déplacés internes. Même si certaines personnes déplacées de force peuvent être qualifiées de « réfugiées », ce terme implique une protection légale en faveur de l'intéressée qui bénéficie d'une reconnaissance de ce statut dans le pays d'accueil ou auprès des organisations internationales.
La question des migrations forcées a pris de l'importance dans les débats et gouvernements internationaux depuis l'apparition de la crise migratoire en Europe. Les parties prenantes se sont davantage intéressées aux effets des migrations forcées sur les régions concernées hors d'Europe. Divers organismes internationaux, régionaux et locaux développent et appliquent des instruments tant pour prévenir les migrations forcées que pour en corriger les effets dans les secteurs d'origine et dans les pays d'accueil,,. En outre, les pays cherchent à se coordonner pour recueillir des preuves et traduire en justice les auteurs de migrations forcées.

## Définitions
Les gouvernements, les organisations non gouvernementales et d'autres organismes internationaux ainsi que des chercheurs en sciences sociales ont proposé plusieurs définitions des migrations forcés. Dans l'ensemble, le consensus veut qu'il y a déplacement forcé de population quand des personnes sont, par force, chassées de leur environnement ou réinstallées ailleurs. Il peut s'agit d'une fuite, d'une évacuation ou d'un transfert de population.
L'Organisation internationale pour les migrations indique qu'une migration forcée est un « mouvement migratoire non volontaire, contraint et subi, causé par divers facteurs. » Un déplacement forcé est le « mouvement de personnes ayant été forcées ou contraintes de fuir ou de quitter leur foyer ou leur lieu de résidence habituelle, notamment en raison d’un conflit armé, de situations de violence généralisée, de violations des droits de l’homme ou de catastrophes naturelles ou provoquées par l’homme ou pour en éviter les effets. »
L'UNESCO considère que le déplacement forcé est « le déplacement imposé à des personnes obligées de quitter leur localité ou leur environnement ainsi que leur activité professionnelle » et dont la principale cause est le conflit armé, bien qu'il existe d'autres causes comme les catastrophes naturelles, la famine, le développement et les mutations économiques.
Si le terme de migration est utilisé en français depuis le 16e siècle, migrant est un mot du milieu du 20e siècle. Son apparition est contemporaine des importants déplacements forcés de populations qui ont eu lieu à ce moment-là. Son usage devient très important à partir de 2015 avec la crise migratoire en Europe. Sans doute que, pour traduire un événement que l'on n'avait pas vu en Europe depuis longtemps, il fallait un mot relativement neuf, et que le participe présent exprime mieux un processus : celui de gens qui errent, refoulés d'un lieu à un autre. Mais ce terme a tendance à édulcorer les drames humains que l'événement provoque ; pour cette raison, dès 2015, le media Al Jazeera, chaine de télévision qatarie, pour son site web en anglais, a déclaré qu'il ne l’emploiera plus pour qualifier les personnes qui traversent la Méditerranée vers l'Europe, tant l'horreur de la situation est grande, lui préférant le terme de réfugié. -.
Migrant n'a pas de définition juridiquement reconnue. Il prend de multiples sens, selon les usages politiques, médiatiques ou communs. En général il est associé à l'illégalité, à la pauvreté, parfois au terrorisme.  Mais ces images mentales varient selon le temps et l'espace. Aux États-Unis, intuitivement, le migrant est couramment une personne qui vient d'Amérique du Sud. En France, c'est un jeune musulman qui vient d'un pays pauvre. Dans le champ politique, on pratique souvent la distinction entre migrant et réfugié. On craint l'illégalité du migrant, et on accorde la légitimité au réfugié ; on renvoie les migrants économiques, on donne le droit d'asile aux réfugiés en mesure de prouver leur condition. Les milieux associatifs français affirment accueillir tout le monde, et utilisent les deux termes de façon indifférenciée. -.

### Concepts et définitions
L'étude des réfugiés est la discipline universitaire qui mène des recherches sur les réfugiés et leurs expériences, y compris les causes de leur migration et leurs capacités à trouver un refuge. Ce domaine d'étude englobe plusieurs profils : réfugiés ; expulsés ; exil ; personnes déplacées ; déplacés internes ; migration économique ; réfugié humanitaire ; apatride ; réfugié d'un tsunami, etc.
- Un migrant qui fuit son pays en raison des difficultés économiques est un migrant économique (en) et n'est pas, à strictement parler, déplacé de force. Les migrants climatiques sont des personnes contraintes de quitter leur lieu de vie à cause des problèmes environnementaux et climatiques, comme les inondations au Bangladesh et les sécheresses en Éthiopie.
- Une personne obligée d'évacuer son logement à cause de projets liés au développement économiques, par exemple le barrage des Trois-Gorges, est dans la situation de déplacement lié au développement.
- Quand une personne quitte sa région d'origine à cause de persécutions ou de violences politiques, mais sans franchir la frontière, il s'agit d'un déplacé interne, qui bénéficie de protections internationales relatives. En 1998, le Haut-Commissariat des Nations unies aux droits de l'homme émet les Principes directeurs relatifs au déplacement de personnes à l'intérieur de leur propre pays où les déplacés internes sont définis comme « des personnes ou des groupes de personnes qui ont été forcés ou contraints à fuir ou à quitter leur foyer ou leur lieu de résidence habituel, notamment en raison d'un conflit armé, de situations de violence généralisée, de violations des droits de l'homme ou de catastrophes naturelles ou provoquées par l'homme ou pour en éviter les effets, et qui n'ont pas franchi les frontières internationalement reconnues d'un État[12]. »
- Si la personne déplacée traverse une frontière internationale et correspond aux cas prévus dans le droit des réfugiés, alors elle peut bénéficier de l'asile et devenir une réfugiée[13]. Le terme « réfugié » est parfois confondu, à tort, avec une « personne déplacée » ; or, être réfugié correspond à un statut légalement reconnu et à des protections spécifiques.
- Certains migrants forcés peuvent se trouver dans l'incapacité de demander le statut de réfugié dans un pays d'accueil à cause de ses législations locales. Ils ne peuvent donc bénéficier du statut de réfugié.
- Une personne déplacée qui traverse une frontière internationale sans avoir obtenu la permission du pays d'accueil ni réclamé l'asile peut être considérée comme un migrant clandestin.
- Les migrants forcés sont toujours soit des déplacés internes soit des déplacés internationaux, car aucun de ces deux termes ne correspond à un cadre légal ; le simple fait d'avoir quitté son foyer est suffisant. Toutefois, la nuance entre « personne déplacée » et « migrant forcé » est assez marginale, le terme « personne déplacée » figurant lors d'évènements historiques (par exemple pendant la Seconde Guerre mondiale).

Le terme « personne déplacée » est largement employé depuis la Seconde Guerre, en raison des mouvements de réfugiés issus d'Europe de l'Est. Dans ce cadre, l'expression s'applique aux individus arrachés à leur pays d'origine en tant que réfugiés, prisonniers ou victimes d'esclavage. À l'issue de la guerre, la majorité des personnes déplacées étaient des Ukrainiens, des Polonais et d'autres Slaves ainsi que des citoyens de pays baltes qui fuyaient le régime soviétique.

## Causes et exemples

### Catastrophes naturelles

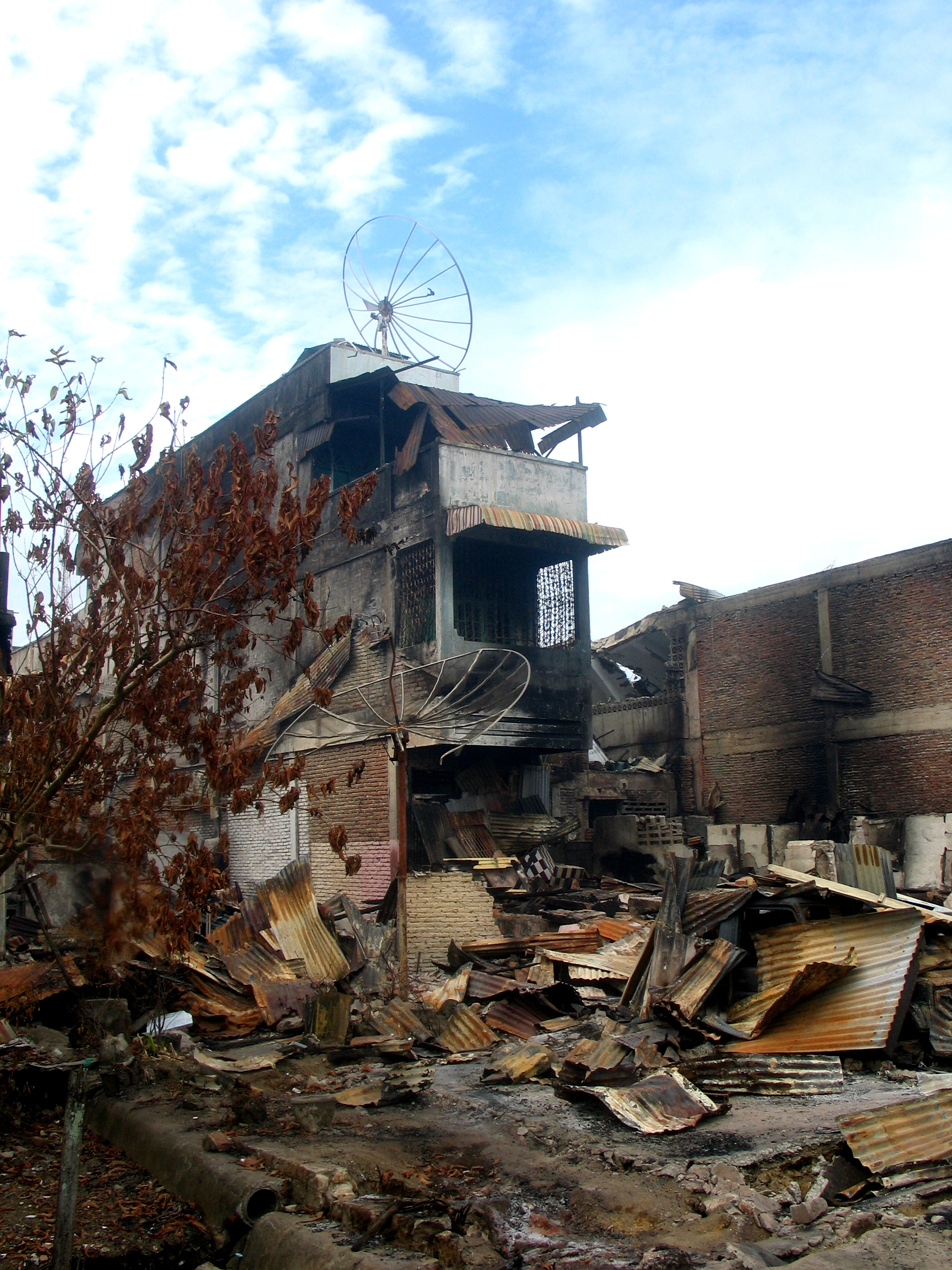
Destructions sur une habitation à Nias, en Indonésie, après le tsunami de 2004 dans l'océan Indien.

Les catastrophes naturelles peuvent causer des migrations, soit directement, soit indirectement à cause de leurs répercussions sur les infrastructures, l'accès à l'eau et à la nourriture et leurs dégâts sur l'économie locale ou régionale. Le déplacement peut être temporaire ou permanent, selon la gravité de la catastrophe et les capacités locales de réparation. Le réchauffement climatique augmente la fréquence des catastrophes naturelles et, par conséquent, des populations plus nombreuses sont susceptibles de migrer pour y échapper,. En outre, des récoltes insuffisantes en raison de maladies végétales ou d'espèces nuisibles menacent l'accès à la nourriture et s'inscrivent aussi dans la catégorie des migrations pour catastrophe naturelle. Le terme de « réfugié écologique » désigne les personnes obligées de quitter leur habitat en raison d'une dégradation de leur environnement et de leurs ressources, voire à cause d'un bouleversement : modifications biologiques, physiques ou chimiques de leur écosystème. Les migrations issues de catastrophes naturelles peuvent être motivées par les effets progressifs du réchauffement climatique, comme la désertification, l'élévation du niveau de la mer, la déforestation et la dégradation des terrains (en).
- Grande famine irlandaise : entre 1845 et 1849 en Irlande, une maladie végétale touche les pommes de terre, principale ressource alimentaire de la population locale. Plus d'un million de victimes ont péri dans la famine et les maladies associées et un autre million de personnes a fui le pays. L'Irlande perd le quart de sa population[18].
- Le séisme et tsunami de 2004 dans l'océan Indien a tué plus de 227 898 personnes et détérioré de nombreuses infrastructures côtières dans l'océan Indien[19]. Plus d'1,7 million de personnes ont dû se déplacer, principalement depuis l'Indonésie, le Sri Lanka et l'Inde[20].
- Crise alimentaire de 2011 dans la Corne de l'Afrique : la sécheresse en Somalie, au Kenya et en Éthiopie provoque d'importantes pertes dans les élevages et les exploitations agricoles ; de nombreux membres des sociétés pastorales partent vers les secteurs voisins afin d'y trouver eau et nourriture[21].

### Actions humaines

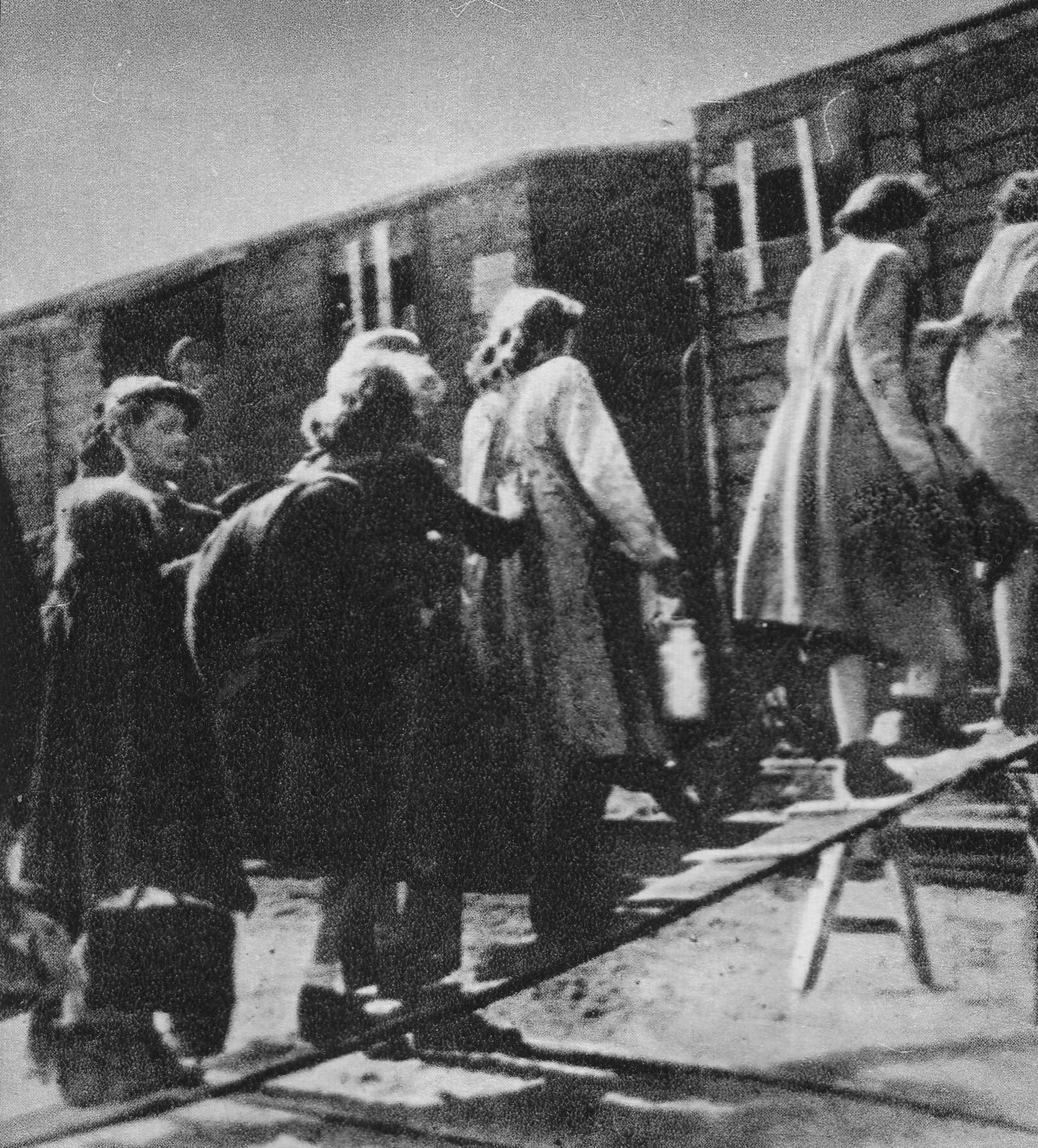
Des personnes juives déplacées de force par le Troisième Reich pendant l'occupation de la Pologne. Les victimes sont emmenées en train vers des camps de concentration.

Les transferts de population causés par l'action humaine sont les déplacements forcés engendrés par des organisations politiques, des associations criminelles, des conflits, des catastrophes écologiques causées par l'homme, le développement, etc. Bien que l'action inappropriée des hommes puisse aggraver une catastrophe naturelle (comme des maladies végétales), ce paragraphe renvoie aux migrations forcées nées uniquement de l'action humaine. D'après l'UNESCO, le conflit armé représente la principale cause des déplacements forcés de populations et des enquêtes régionales confirment le fait et indiquent que les conflits politiques et armés sont le premier facteur des migrations forcées en Amérique latine, en Afrique et en Asie,,,.
Conflits armés
- La guerre du Viêt Nam : de nombreuses populations sont obligées de quitter leur pays et les pays avoisinants en raison du conflit armé ainsi que des persécutions des gouvernements. Ces migrations entraînent la crise des réfugiés d'Indochine, où des millions de personnes sont déplacées en Asie, en Australie, en Europe et en Amérique du Nord[25],[26].

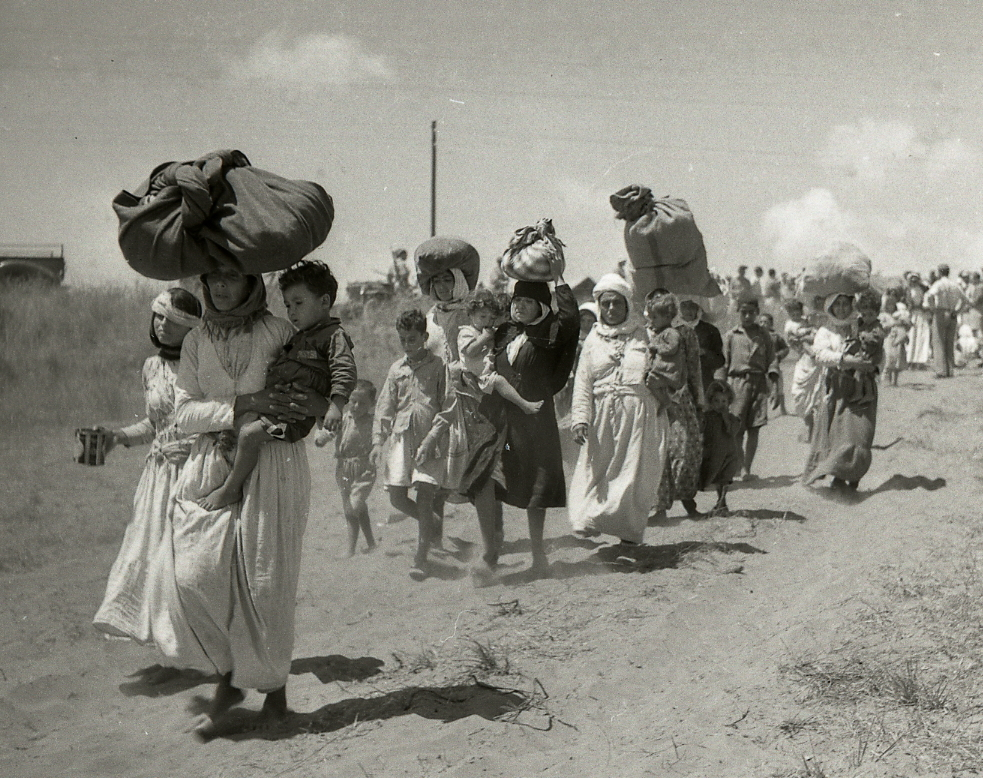
Expulsion vers la Cisjordanie d'Arabes du village d'al-Tantoura, juin 1848.

- Expulsion vers la Cisjordanie d'Arabes du village d'al-Tantoura, juin 1848.Guerre civile du Salvador : pendant et après le conflit opposant le gouvernement du Salvador au Front Farabundo Martí de libération nationale, les Salvadoriens ont dû subir des déplacements forcés en raison des combats, des persécutions, de la détérioration des conditions de vie. Au total, un Salvadorien sur quatre a été déplacé à l'intérieur ou à l'extérieur des frontières[27],[28].

Catastrophes
- La catastrophe de Tchernobyl, qui est la fusion du cœur d'un réacteur nucléaire le 26 avril 1986, a contaminé durablement les zones entourant la centrale et a provoqué l'évacuation de plus de 100 000 personnes[29].
- Les feux de forêt de 2019 en Amazonie : bien que les brûlis soient une composante habituelle de l'agriculture en Amazonie, la saison de 2019, sèche, a vu leur fréquence augmenter. Ces incendies se sont rapidement propagés et, en s'ajoutant aux activités d'agriculture et de déboisement, ont conduit les populations autochtones du Brésil à quitter leurs terres natales[30],[31].

Activités criminelles
- La traite des êtres humains et le transport clandestin de personnes : des migrants sont déplacés sous l'emprise de discours trompeur ou de coercition à des fins d'exploitation. En raison de la nature clandestine de ces trafics, les données sont limitées.
- Esclavage : historiquement, l'esclavage a entraîné le déplacement forcé de personnes pour les livrer au travail forcé, comme le passage du milieu et la traite atlantique du XVe siècle au XIXe siècle. Sur les 20 millions d'Africains capturés, la moitié mourait dans les marches forcées vers la côte africaine, puis entre 10 % et 20 % des survivants mouraient dans les navires négriers qui les emmenaient d'Afrique en Amérique[32].
- le nettoyage ethnique peut inclure le déplacement forcé systématique de groupes religieux ou ethniques sur un territoire, sous les ordres d'un autre groupe ethnique plus puissant, dans l'intention de créer une homogénéité dans une région. Cette opération a été appliquée plusieurs fois dans l'histoire, par exemple avec l'exil des protestants de Salzbourg (1731-1732), l'extermination des personnes juives en Europe et la déportation des premiers habitants des États-Unis chassés de leurs terres ancestrales.

## Situation des personnes déplacées de force
Les personnes déplacées de force subissent des problèmes au moment où elles prennent la décision de partir, quand elles voyagent vers leur destination et parfois, aussi, en arrivant dans le lieu d'accueil,,. Les personnes déplacées sont souvent obligées de mettre leur vie en danger, de voyager dans des conditions inhumaines et elles sont exposées à l'exploitation et aux abus. Ces risques peuvent s'aggraver avec l'implication de passeurs et de trafiquants d'êtres humains, qui voudraient exploiter le migrant à des fins illégales comme le transport d'armes ou de drogue, le travail forcé ou le travail du sexe. Le cas échéant, les États où les migrants viennent chercher une protection peuvent estimer qu'ils constituent un danger pour la sécurité nationale. Il arrive aussi que les personnes déplacées cherchent l'aide de transporteurs clandestins pendant le trajet,. Comme cette activité est illégale, les organisateurs de voyages clandestins peuvent recourir à des procédés dangereux pour parvenir à destination sans être arrêtés, ce qui expose les migrants aux dangers, voire à la mort. Ces dangers sont, par exemple, l'abandon, l'exposition à l'exploitation, des conditions de voyage dangereuses et le décès des victimes plongées dans un environnement hostile,,,.
Dans la majorité des cas, les personnes déplacées qui traversent une frontière sont dépourvues des papiers nécessaires pour voyager dans la légalité. Par conséquent, les personnes déplacées risquent d'être emprisonnées voire poursuivies en justice, sans compter leurs traumatismes physiques et psychiques. Plusieurs enquêtes sur la santé des migrants montrent des corrélations avec la dépression, l'anxiété et d'autres troubles psychiques,. Par exemple, les États-Unis ont été critiqués à cause de ses dispositions encadrant la détention des migrants, en particulier celle d'enfants. Les critiques soulèvent les problèmes des mauvaises conditions de vie, du contact irrégulier avec les parents et du potentiel élevé de traumatismes à long terme,. Les personnes déplacées sont davantage exposées aux risques de pauvreté, de fragilité économique et de perte d'intégration sociale, qui s'ajoutent aux risques en termes de droits humains, de culture et de qualité de vie. Les migrations forcées entraînent des conséquences différentes selon les causes du déplacement imposé, la situation géographique, la protection dont bénéficient ou non les victimes ainsi que les capacités individuelles d'adaptation. Dans le cas de figure le plus fréquent, le déplacement forcé est l'effet de la guerre : les personnes perdent souvent leurs possessions lorsqu'elles fuient et, à leur arrivée dans la terre d'accueil, elles affrontent parfois des questions de différence culturelle, sociale et économique,.

## Traitement des migrations forcées
Le traitement des migrations forcées varie, à l'échelle régionale ou internationale, car chaque catégorie de déplacement contraint correspond à des caractéristiques particulières.

### À l'international
Au niveau international, plusieurs organismes (comme le HCR) et des organisations non gouvernementales (Médecins sans frontières) et des agences d'État (comme l'USAID) peuvent s'occuper, directement ou indirectement, d'améliorer ces situations. Les instances peuvent instaurer des protections légales reconnues, établir des hôpitaux dans des camps de migrants et des approvisionnements aux populations concernées,.

### Poursuites judiciaires envers les criminels
Les déplacements forcés ont fait l'objet de procès dans des cours régionales ou internationales. Cet acte peut constituer un crime de guerre si la victime fait partie des « personnes protégées » selon le droit international humanitaire. À l'origine, cette expression désignait des catégories protégées explicitement par les quatre Conventions de Genève ; désormais, une « personne protégée » peut inclure des civils ou des policiers qui ne participent pas directement à un conflit.
La quatrième Convention de Genève, adoptée en août 1949, prévoit dans l'article 49 l'interdiction des déplacements forcés :

« Les transferts forcés, en masse ou individuels, ainsi que les déportations de personnes protégées hors du territoire occupé dans le territoire de la Puissance occupante ou dans celui de tout autre État, occupé ou non, sont interdits, quel qu'en soit le motif. »

Le Statut de Rome décrit le déplacement forcé comme un crime tombant sous la juridiction de la Cour pénale internationale.

« Par « déportation ou transfert forcé de population », on entend le fait de déplacer de force des personnes, en les expulsant ou par d'autres moyens coercitifs, de la région où elles se trouvent légalement, sans motifs admis en droit international. »

- Après la fin de la Seconde Guerre mondiale, le procès Krupp porte sur des accusations de déplacement forcés de populations civiles pour les livrer au travail forcé. Le tribunal militaire américain conclut qu'« il n'existe pas de loi internationale qui autorise la déportation ou l'utilisation de civils malgré eux pour d'autres motifs que les réquisitions raisonnables liées aux besoins de l'armée, autant dans la zone où se trouve l'armée que par la déportation soit dans à l'arrière, soit dans la patrie des forces occupantes »[6].
- Lors des procès de Nuremberg, Hans Frank, administrateur de la Pologne occupée, est déclaré coupable — entre autres — du déplacement forcé de populations civiles[48].
- Le Tribunal pénal international pour l'ex-Yougoslavie a traduit et condamné plusieurs personnes pour leur implication dans des déplacements forcés au cours des guerres de Yougoslavie dans les années 1990. Le 11 avril 2018, la Cour d'appel condamne Vojislav Šešelj à dix années d'emprisonnement car il a orchestré la déportation, la persécution (déplacement forcé) et d'autres actes inhumains (transferts forcés de population) en tant que crimes contre l'humanité : le 6 mai 1992 à Hrtkovci, Šešelj tient un discours appelant à expulser les Croates de Vojvodina (en)[49],[50],[51]. Il y a eu d'autres condamnations pour transferts forcés de population : Momčilo Krajišnik[52], tout comme Milan Martić[53], Mladen Naletilić[54] et Radoslav Brđanin (en)[55].